# Petrus Wernink
Petrus "Piet" Adrianus Wernink (Oudshoorn, Holanda del Sud, 1 d'abril de 1895 - Wassenaar, 29 de novembre de 1971) va ser un regatista neerlandès que va competir a començaments del segle xx.
El 1920 va prendre part en els Jocs Olímpics d'Anvers, on va guanyar la medalla d'or en la categoria de 6,5 metres (1919 rating) del programa de vela, a bord de l'Oranje. Compartia tripulació amb Johan i Bernard Carp.